# Małka Musała
Małka Musała (bułg. Малка Мусала, dawniej do 1950 roku Dimitrow) – szczyt w paśmie górskim Riła, w Bułgarii, o wysokości 2902 m n.p.m. Znajduje się na północny wschód od Musali tworząc wspólnie grzbiet górski nazywany Trionite. Na północnym zachodzie od szczytu znajduje się kar Musalenski kocioł.